# Luța, Brașov
Luța este un sat în comuna Beclean din județul Brașov, Transilvania, România.

## Istorie
În anul 1733, când episcopul unit Inocențiu Micu-Klein a cerut organizarea unei conscripțiuni în Ardeal, la Luța, ortografiat Lucza, au fost recenzate 25 de familii, adică aproximativ 125 de persoane. Din registrul aceluiași recensământ, mai aflăm că la Luța exista o biserică, însă nu cunoaștem numele preotului care servea la acea biserică și nici religia. Denumirea localității, Lucza, era notată în ortografie maghiară, întrucât rezultatele recensământului erau destinate unei comisii formate din neromâni, în majoritate unguri.